# Musique luxembourgeoise
La musique luxembourgeoise est proche de ses voisines européennes. Au cours de son histoire, la région du Luxembourg a été le théâtre d'innombrables remous ethniques, mêlant de multiples éléments étrangers aux mœurs indigènes et apportant aux « résidents », tout comme à leur musique, des mutations multiples.

## Musique classique

### Moyen Âge et Renaissance
Le territoire luxembourgeois était réparti sur deux juridictions ecclésiastiques : la province de Cologne avec le diocèse de Liège (Oesling), et la province de Trèves avec l'archidiocèse de Trèves. De ce fait, la musique religieuse dans l'ancien duché ait suivi plus ou moins deux courants différents, aux confins des civilisations latine et germanique.
À Liège, siège du diocèse ardennais, Sedulius et Otveus inaugurèrent au IXe siècle la tradition musicale messine, qui reçut ses lettres de noblesse avec la nomination de l'évêque Étienne (900-920), formé à Metz.
Ayant subi l'influence d'Aix-la-Chapelle et de Metz, Liège accomplit la réforme grégorienne et devint, à partir du IXe siècle, un haut lieu de la musique. Le plus ancien document de musique belge, le Planctus Karoli, écrit en notation neumatique et attribué à Colomban de Saint-Trond, de même que le drame liturgique de Samuel, mêlé de musique et en notation analogue, témoignent de l'activité musicale à Liège.
Un jeune trouvère nommé Jacques Bretel parcourut en 1285 le Barrois, la Lorraine et le Luxembourg. Il rencontra Joffroi IV dans son château d'Esch-sur-Sûre, l’« asile des ménestrels ». Bretel devait, comme héraut d'armes (?) du comte de Chiny, Louis de Looz, inviter la noblesse aux fêtes que son maître offrait à Chauvency, en octobre 1285, en l'honneur du comte Henri VI de Luxembourg, surnommé le Lion. La chevalerie du Luxembourg, sortie de ses manoirs, dansa et chanta beaucoup au tournoi, des chansons et des danses françaises, avec l'accompagnement de tambourins, de flageolets et de flûtes : Bretel cite près d'une quarantaine de refrains différents. On joua au Jeu du roi et de la reine et au Jeu du roi qui ne ment pas. C'étaient de petites pièces à la façon du Jeu de Robin et Marion, d’Adam de la Halle : des pastorales mêlées de chansons. On joua encore à : le béguinage, l'ermite, le pèlerinage, le provençal, le robardel, Bérengier ou le chapelet. Dans le chapelet, le personnage principal était la comtesse de Luxembourg, Béatrice d'Avesnes, la mère du futur empereur Henri VII de Luxembourg.
Le château de Durbuy en Ardenne, « gîte d'étape » du comte de Luxembourg Jean l’Aveugle, roi de Bohême, accueillait dans ses murs, de même que le château de Luxembourg, Guillaume de Machaut, musicien poète et secrétaire du roi Jean. Guillaume de Machaut (1300-1377) est reconnu comme le père spirituel de l’Ars nova dans l'histoire de la musique, avec la « création » de la polyphonie.
Le duc Wenceslas Ier (1352 1383) avait accueilli à sa cour un ménestrel luxembourgeois, Jean d'Ivoix, « le poète au petit chapeau ». Les Chartes Reinach rapportent d'autre part que Wenceslas II (1383 1419) autorisa le 8 mars 1398 le gouverneur du Duché de Luxembourg, Ugo von Elter, à payer la somme de 550 florins à ses « Stadtpfeifer ». Les musiciens du Moyen Âge étaient groupés comme les différents corps d'artisans dans une corporation. En 1466, on trouve parmi les diverses associations une « corporation des cuisiniers et des musiciens » (« Zunft der Küche, Lüttenschlâger und Pfiffer »), qui comptait en 1765 encore 266 membres.
Sous les ducs de Bourgogne, puis sous les Habsbourg (XVe et XVI siècles), les Pays Bas virent une floraison de compositeurs, des liégeois, puis des hennuyers qui émerveillèrent l'Europe. Les Belges, les « Fiamminghi » répandirent leur musique partout. L'art nouveau se perfectionna, tant dans le contrepoint que dans l'harmonie, et transforma les rythmes et les modes. II toucha à son apogée dans la musique vocale des messes, motets et chansons du XVIe siècle, qui sont d'un style polyphonique admirable.
Il existe peu de traces des représentations de drames liturgiques ou des miracles médiévaux. Cependant le théâtre religieux dont la musique était tirée des chants liturgiques, ou composée dans le genre de ceux-ci, ou encore sous forme d'airs populaires, a existé à Trèves et à Metz. 
La musique de danse de cette époque, le Moyen Âge finissant, ne nous est pas connue davantage. Cependant on relate l'une ou l'autre « soirée dansante » ; Élisabeth de Goerlitz, les 1eret 15 mai 1418, dansa à l'hôtel de ville de Luxembourg . En 1463, on cite, à Luxembourg, une danse de la Saint Jean (« sent Johans dancze ») et, lors d'un carnaval de 1479, une danse des épées aurait été exécutée.
Lors des deux processions jubilaires en l'honneur de la Vierge, en 1666 et en 1678, des corps de musique, trompettes, timbales, tambours, prirent une part très active aux fêtes qui se déroulèrent avec un faste extraordinaire dans la capitale. Le 28 janvier 1698, le nouveau gouverneur de la province de Luxembourg, le comte d'Autel, fut reçu par la jeunesse de la ville, qui était allée à sa rencontre, « avec des violons, hautbois, tambours et gonfanons ». Quand un siècle plus tard, le prince Albert de Saxe et de Teschen et son épouse Marie-Christine d'Autriche, entra solennellement à Luxembourg le 24 août 1791, une garde d'enfants en uniformes avait été constituée parmi lesquels se trouvaient des musiciens, tambours et fifres.
Les Jésuites organisaient dans leur Collège à Luxembourg, aux XVIIe et XVIIIe siècles, de nombreuses représentations théâtrales : tragédies et comédies en latin ou en français, aux sujets sacrés et pieux, pastorales et ballets et la musique y était toujours mêlée. D'autre part, les confréries et les corporations des villes ont donné de temps à autre des représentations, dans le cadre de leurs grandes fêtes.
De nombreuses troupes ambulantes de comédiens, venant de toutes parts, ont traversé le pays depuis le XVIe siècle propageant ainsi les chansons populaires et jouant les pièces de Hans Sachs. Ces acteurs, jongleurs, danseurs, chanteurs musiciens firent leur apparition partout, notamment dans les foires. Leur art, au XVIIIe siècle, se rapprochait assez de l'opéra-comique de foires tel qu'il s'était développé en France dans le courant du XVIIe siècle, avec ses farces mêlées de couplets, ses pantomimes interrompues par des chansons, son petit orchestre de cordes et de hautbois et ses danses.
Sur un territoire exigu, dans une capitale forteresse, réduite dès le XVe siècle à un modeste chef lieu, en l'absence de grands mécènes et d'une cour véritable, la musique était incapable de prendre un grand développement.
La musique religieuse des cantiques et des chants sacrés, soit dans la partie wallonne, soit dans la partie germanique du Duché, subissait, jusqu'à la fin du XVIIIe siècle, l'influence de Liège et de Trèves. II en allait de même pour les chansons populaires venues essentiellement de France, de Belgique et d'Allemagne. Parmi les chants populaires luxembourgeois les plus anciens, citons ceux des pèlerins de saint Job à Beckerich, de saint Laurent à Grevenmacher, un chant en l'honneur de saint Sébastien à Echternach ...

### Période classique et romantique
L'activité des Luxembourgeois, sur le plan musical, prit réellement naissance en 1793, avec la création de la « Philharmonie Municipale » de Wiltz, œuvre de Kiseloppsky, ancien chef de musique d'un régiment prussien.
Vers 1815, il est fait mention dans la ville de Luxembourg de groupements de musiciens comme la musique bourgeoise, dont le chef était Henri Joseph Cornély, maître de chapelle et organiste à Luxembourg, et qui allait y fonder en 1822 la première école de Musique. En 1821, on relève que dans la procession de l'Octave de la Cathédrale Notre-Dame de Luxembourg, les élèves du cours de chant de l'Athénée exécutaient des cantiques sous la direction du Rhénan Heinrich Stammer, professeur à l'Athénée.
Le 8 décembre 1822 eut lieu à l'aula de l'Athénée, devant 212 spectateurs, un grand concert vocal et instrumental de bienfaisance, exécuté par des civils et des militaires, au profit des sinistrés de Grevenmacher où un incendie avait, le 18 novembre de la même année, détruit presque toutes les maisons de la ville. Une « Société philharmonique », constituée à Luxembourg, inaugura l'année 1830 par une soirée musicale à laquelle assistèrent plus de 200 personnes, et au programme de laquelle figurèrent l'ouverture de Robin du Bois de Weber, une symphonie de Beethoven et les deux ouvertures de La Muette de Portici  et de Guillaume Tell. Peu d'années auparavant, en 1824, était mort Blannen Theis, un ménétrier itinérant et aveugle, auteur notamment d'une chanson folklorique, À Arlon sur la Knippchen, dont les couplets très populaires étaient chantés partout.
Au milieu du XIXe siècle, les musiques militaires de la garnison, appartenant à des régiments prussiens et brandebourgeois et à des régiments rhénans, donnaient régulièrement des concerts sur la Place d'Armes. Fortes de 30 à 35 musiciens, menés par des chefs tels que Orlamünder, Carl Faust, Wenzelburg ou Lützenkirchen, elles jouissaient d'une certaine popularité. Quelques grands concerts firent connaître au public luxembourgeois des sommités musicales de l'époque telles que Franz Liszt qui joua à l'Hôtel de Luxembourg sous les auspices de la Société philharmonique (1845) ou le grand pianiste Thalberg (1846). Les élèves de l'Athénée, dans leurs sections de musique et de chant, ne contribuèrent pas seulement à la solennité des fêtes scolaires, mais offrirent encore à un plus grand public des concerts de bienfaisance, tels que celui du 2 juillet 1842, qui était donné au profit des sinistrés de Wasserbillig et de Stolzembourg, deux localités ravagées par des incendies. 
Le chant enseigné et pratiqué déjà dans les collèges, fit son entrée également dans l'Ecole normale fondée en 1845, ainsi que dans les écoles primaires, pour lesquelles A. Godart composa un manuel de chant. Les cours de chant étaient donnés aux futurs maîtres d'école par l'abbé Majerus, directeur de l'Ecole normale, ensuite par les Belges Mancion et Boisseaux, et enfin par l'Allemand Henri Oberhoffer (1857), qui enseigna la musique aux normaliens pendant une trentaine d'années. La musique vocale, cultivée dans les écoles et les églises, se vit créer un foyer nouveau dans une société de chant de la capitale, la « Liedertafel », née en 1843. L'année suivante fut fondée une école de musique de la Ville qui vécut jusqu'en 1882 et joua un rôle important dans la vie musicale de Luxembourg. Parmi ses directeurs figure Jean-Antoine Zinnen.
Une nouvelle société dramatique était constituée vers 1848, sous le nom de « Gym », à laquelle appartenaient des poètes de langue luxembourgeoise tels qu'Edmond de la Fontaine (appelé Dicks), Michel Lentz, Fendius, et qui devait à l'origine grouper surtout des jeunes gens épris de culture physique. Comme ses prédécesseurs allemands, le « Turnverein luxembourgeois », organisa bientôt des représentations théâtrales de pièces et des vaudevilles français (Désaugiers, Scribe) ou des œuvres d'August von Kotzebue et d'auteurs luxembourgeois comme Edmond de la Fontaine et Michel Lentz. La « Gym » cultiva aussi la musique vocale, exécutant des chœurs français et allemands.
L'activité des Luxembourgeois, sur le plan musical, ne cessa de croître dans la seconde moitié du XIXe siècle. Lors de l'inauguration des chemins de fer, en 1859, des compositeurs locaux et étrangers rivalisèrent, remportant les uns et les autres des succès mérités auprès d'un public d'élite. Une cantate de circonstance composée par le Luxembourgeois Jean-Antoine Zinnen fut « hautement appréciée par tous les connaisseurs », elle était « à grand chœur d'hommes, sur les paroles françaises de M. Neumann, professeur à l Athénée, avec accompagnement d'orchestre ... une facture large et parfaitement harmonisée, un rythme bien entendu et bien approprié à la poésie la distinguent ». Deux autres cantates, sur des textes également français, avaient été composées par le Luxembourgeois Victor Klein et le jeune musicien français de Galiot. Le patois fut à l'honneur. Les fêtes de l'inauguration des chemins de fer s'accompagnèrent de concerts festivals donnés sur la Place Guillaume par la musique bourgeoise de la ville et le corps de musique des chasseurs luxembourgeois du contingent fédéral réunis sous la direction de Zinnen.
Avec les chemins de fer une ère nouvelle commença. La circulation fut intensifiée dans tout le pays, des relations multiples s'établirent entre les différentes parties et les différentes localités. De nouvelles sociétés de musique et de chant, fondées dans les faubourgs de la capitale comme la « Fanfare de Clausen », la « Fanfare de Grund », la société chorale « Sang a Klang » de Pfaffenthal, la « Société Philharmonique Luxembourg », et elles s'allièrent avec celles qui existaient déjà pour former en 1863 une association de toutes les sociétés de musique du pays, l'« Allgemeiner Luxemburger Musikverein » (Fédération des sociétés de musique luxembourgeoise), dont le premier directeur fut Zinnen.
Le 5 juin 1864, l'« Allgemeiner Luxemburger Musikverein » organisa à Ettelbruck son premier grand festival, avec 18 sociétés de chant et 10 sociétés de musique, 500 chanteurs et 240 musiciens. On y chanta une œuvre de Zinnen, Ons Heemecht, qui devint plus tard l'hymne national luxembourgeois. Dès 1870, les sociétés musicales et chorales de 32 localités étaient affiliées à l'« Allgemeiner Luxemburger Musikverein ».
En 1867, les deux bataillons de chasseurs luxembourgeois, en garnison jusqu'à cette date dans les villes de Diekirch et d'Echternach, vinrent occuper Luxembourg, après le départ des troupes prussiennes. Leurs deux musiques furent fusionnées et la direction confiée au chef de musique Hoebich. La tradition des concerts militaires sur la Place d'Armes se poursuivit et, à la demande de la princesse Amélie, épouse du prince Henri des Pays-Bas, un petit orchestre fut formé au sein de la musique militaire, qui allait toutes les semaines donner des concerts au château de Walferdange, où résidait le prince.
Avec l'entrée en scène de Dicks et de Zinnen, la musique et le théâtre luxembourgeois conquirent une place importante dans la vie de la nation. La musique des chasseurs luxembourgeois devint en 1881, après l'abolition du service militaire obligatoire, le corps de musique de la compagnie des volontaires. Dirigée successivement par Hoebich, Ph. Decker, Kahnt, Patzké, F. Mertens, elle jouissait des faveurs particulières du gouvernement luxembourgeois et devint bientôt une troupe d'élite, et une pépinière de chefs de musique qui allèrent donner un grand essor aux sociétés d'harmonie et de fanfare du Grand Duché.
L'activité de la « Société de Philharmonie » contribua au développement du goût musical avec des chefs tels que L. Menager, Vermast, Kirschbaum (de Trèves), Patzké (un Autrichien), Kaempfert (de Francfort), et qui comptait parmi ses membres de bons musiciens comme J. P. Flohr (1875 1935). À côté de la Philharmonie, furent créer l'Orchestre du Conservatoire et le petit orchestre du « Gesellenverein » qui comptait parmi ses directeurs des musiciens de valeur comme Hoebich, Henri Oberhoffer, L. Menager.
Le 23 juillet 1891, les sociétés de chant et de musique du pays, réunies à Luxembourg pour l'entrée solennelle du Grand Duc Adolphe, furent regroupées dans l'« Union Adolphe », qui succéda à l'« Allgemeiner Luxemburger Musikverein ». Elles reprirent la tradition des festivals, pratiquée depuis 1864, et organisèrent des concours annuels qui furent un puissant stimulant pour musiciens et chanteurs.
Dans les écoles primaires et dans les collèges, le chant faisait partie de la matière d'enseignement, comprenant des leçons de solfège aussi bien que l'exécution de chœurs, de chants populaires ou religieux. La jeunesse des villages les plus modestes fut initiée à cette musique vocale, à laquelle beaucoup de maîtres d'école, qui avaient été formés par Oberhoffer, prodiguèrent des soins particuliers, affinant le goût de la population campagnarde.
À la génération des Zinnen, Dicks, Lentz, Menager, Oberhoffer succédèrent, après 1870, de nombreux compositeurs de musique vocale et instrumentale, profane et religieuse. Un directeur de musique à Echternach, Thomas Muller, composa des mélodies sur une pièce de l'écrivain luxembourgeois A. Duscher. Son neveu J. A. Muller (1854 1931) fut une des personnalités les plus représentatives de notre monde musical.
La musique vocale et instrumentale a été enrichie d'autre part par quelques compositeurs moins connus aujourd'hui tels que L. Bassing, Fr. Engelhardt, A. Greyson, J. J. Vesque, Ph. Manternach, J. Spogen, G. Stomps, G. Kahnt, N. S. Pierret, N. Steffen, J. Sevenig, W. Dumont et V. Goldschmit, ou encore Charles Günther, A. Kowalsky, J. P. Beicht, Louis Beicht, M. Hülsemann, P. Albrecht, Louis Petit, P. Barthel, Th. Decker, D. Heckmes, E. Boeres, J. P. Penning, Ph. Warnimont, J. P. Neuen, A. Foos, Lou Koster, J. Krüger, J. Eiffes, Pierre et Jean Faber, A. Thorn, H. Pensis, Norbert Stelmes, René Thiry, René Mertzig, Emile Quaring, Albert Leblanc,' J. P. Schmit, M. Lamberty, J. Hoffmann, René Hemmer, Norbert Hoffmann, CI. Krumlowsky, Pierre Nimax, R. Ponchelet ...

### Depuis leXXesiècle
Le 30 avril 1906, vingt quatre ans après la fermeture de l'école municipale de musique, le Conservatoire de Musique de Luxembourg ouvrit ses portes sous la direction de Victor Vreuls. Bientôt d'autres villes du Grand Duché allaient suivre avec la création d'écoles de musique. Par la suite l'intérêt général à la musique s'est  développé, emmenant la Municipalité de Luxembourg à faire construire un nouveau Conservatoire qui ouvrira ses portes dans le courant de 1984.
Dans le courant des années 1930, la musique symphonique commença à se développer. Au début des années 1930, compte tenu de la mauvaise qualité des enregistrements musicaux, les stations de radio se devaient d'avoir, pour remplir les tranches musicales, un orchestre de musique légère et, selon l'importance de la station, aussi un orchestre symphonique. L'Orchestre symphonique de Radio Luxembourg, fondé en 1933, a connu des débuts modestes et difficiles, mais sous la compétence et l'impulsion de son premier chef permanent Henri Pensis, il s'est vite acquis une renommée européenne appréciable. Quelques-uns des compositeurs contemporains les plus importants ont confié leurs œuvres à l'ensemble instrumental luxembourgeois.
Dans le courant des dernières décennies du XXe siècle, le répertoire musical luxembourgeois s'est enrichi  d'œuvres symphoniques ainsi que de musique de chambre. Le répertoire est à la fin incarné et dominé par les compositeurs Jules Krüger, René Mertzig, Edmond Cigrang, Norbert Hoffmann, René Hemmer, Marcel Wengler, Marco Kraus, Jeannot Welter, Georges Lentz, Claude Lenners, Alexander Mullenbach, Camille Kerger et Marcel Reuter.

## Musique traditionnelle
Bon nombre de chansons et mélodies populaires ne datent que du XIXe siècle et sont en général extraites de pièces de théâtre et d'opérettes. Parmi nos mélodies les plus anciennes, il importe de citer en premier lieu le Hàmmelsmarsch (la marche des moutons), que le comte Pierre Ernest de Mansfeld fit jouer au carillon de son château à Clausen, ou encore Le'wer Herrgottsblies'chen (chandeleur), Scheder, Schueder (brandons), Kirmeslidd, Den E'm Steffen, Nikloslidd (St Nicolas).
En général, les noces et les kermesses donnaient principalement lieu à des réjouissances. Certaines des danses populaires anciennes, comme le Minnewee (menuet), Badetti (pas de deux), Schiberli, des polkas et autres, sont reprises par des ensembles folkloriques qui depuis plus d'un quart de siècle en ont su ranimer l'intérêt général. À partir de la fin du siècle dernier, à la suite de l'industrialisation du pays, la musique de danse, musique d'entrain ou musique «légère», trouvait ses adeptes et des musiciens luxembourgeois, amateurs et professionnels, constituaient les premiers ensembles qui jouaient dans les cafés concerts, aux bals de kermesse, dans les cinémas (films muets), etc.

## Musique actuelle
À l'issue de la Première Guerre mondiale, un genre de musique nouveau fêtait son entrée en scène, le jazz, importé des États-Unis. Certains orchestres de danse allaient s'attaquer à la musique d'ambiance et vers la fin des années 1920, le Luxembourg compte déjà bon nombre d'excellents musiciens, parmi lesquels Fred Gehlen, Josy Thoma, Andy Felten, Batty Nuss, René Schmidt, suivis par Johny Glesener, Tony Meyer, Johny Nimax, Josy Martin, Willy Hülsemann, Josy Gehrend…

## Sources
- Alexis Hoffmann, Centenaire de la Chorale Municipale Sainte-Cécile de Wiltz, 1974, « Wiltz en Ardenne, à l'écoute de Liège ».
- Revue Saint Chrodegang, 1953, « L'école de chant messine ».
- (de) J. P. Schmit, Ein Echternacher Musikdokument, 1958.
- Joseph Meyers, La Vie Musicale, 1939.
- M. Tesch, La chanson populaire luxembourgeoise, 1929.
- (lb) Lex. Roth, Lidder a Biller vu Lëtzebuerg, 1983.
- (de) Roger Spautz, Luxemburgs Pioniere der leichten Muse, 1983.